# Luis Echeverría, Veracruz
Luis Echeverría är en ort i Mexiko.   Den ligger i kommunen Tlapacoyan och delstaten Veracruz, i den sydöstra delen av landet, 220 km öster om huvudstaden Mexico City. Luis Echeverría ligger 108 meter över havet och antalet invånare är 813.
Terrängen runt Luis Echeverría är platt norrut, men söderut är den kuperad. Runt Luis Echeverría är det ganska tätbefolkat, med 248 invånare per kvadratkilometer. Närmaste större samhälle är Martínez de la Torre, 3,7 km öster om Luis Echeverría. Omgivningarna runt Luis Echeverría är en mosaik av jordbruksmark och naturlig växtlighet.